# Orgnac (cràter)
Orgnac és un cràter de l'asteroide del cinturó principal de la família Coronis, (243) Ida, situat amb el sistema de coordenades planetocèntriques a -6.3 ° de latitud nord i 202.7 ° de longitud est. Fa un diàmetre de 10.6 km. El nom va ser fet oficial per la UAI el 1997 i fa referència a l'avenc d'Ornhac (França).